# Río Brugent (del Ter)
El río Brugent es un afluente del río Ter por la izquierda. Nace en la sierra del Corb, en el término municipal de San Feliu de Pallarols, y recorre 22 km a través de las comarcas de La Selva y La Garrocha antes de desembocar en el Ter en Amer.
Su cuenca se extiende a lo largo de los municipios de San Feliu de Pallerols, Las Planas y Amer, y queda enmarcada entre las montañas orientales de la sierra de Collsacabra y la vertiente occidental de la cadena montañosa formada por la sierra de las Medas y los acantilados de San Roc de Amer.
Destaca como afluente por ser el primero en desembocar en el curso bajo del Ter y por su importante aportación hídrica.

## Un río de pozas
A lo largo de su recorrido, se pueden encontrar numerosas pozas, especialmente en la parte volcánica de su recorrido, desde San Feliu hasta la poza de santa Margarida, pasado el pueblo de Las Planas. Destacan las siguientes:
- Poza del Boix
- Poza de Valls
- Poza de la Mola/ la Torra
- Poza de Duran
- Poza de la Plana
- Poza de Tifell
- Poza de Can Poetí
- Poza de les Bruixes
- Posa de Santa Margarita

## Afluentes
- Riera de Cogolls